# Fürdőzők Asnières-nél
A Fürdőzők Asnières-nél Georges Seurat festménye, amely a londoni National Gallery gyűjteményének része.

## Keletkezése
A nagyméretű (201 × 300 centiméteres) kép Seurat első komoly kompozíciója. A képen férfiak és fiúk pihennek, fürdőznek a Szajnában Asnières-sur-Seine és Courbevoie között, észak-nyugatra Párizs központjától. A háttérben egy vasúti híd látható, amely részben kitakar egy közúti átkelőt, valamint a Clichyben működő gázgyár és más üzemek több kéménye. A vízen vitorlások.
A kép keletkezésének idejében, 1884-ben valószínűleg ösvény futott végig a parton, ahol villák, lakóházak, sólyák, az alacsonyabb keresetűek számára nyitott éttermek és kávézók, valamint műhelyek állhattak. A kép bal oldalán látható homokos rész például arra utal, hogy ott lovakat fürdethettek, hajókat, csónakokat toltak a vízbe vagy húztak ki onnan.
Seurat gyakran festett ugyanolyan témákat, mint az impresszionisták, és színkezelése is hasonlított az övékére, viszont festői eljárása radikálisan más volt. A Fürdőzők Asnières-nél például jóval nagyobb, mint egy átlagos impresszionista kép, és nem a helyszínen, hanem műteremben készült. Látszik rajta az alapos tervezés, míg az impresszionista képek spontaneitást sugároznak.
A Fürdőzők Asnières-nél megfestését megelőzte számos vázlat elkészítése: a helyszínt olajfestékkel, a figurákat zsírkrétával vitte fel. Ezek közül nagyjából 13 olajszkeccs és tíz rajz  maradt fenn. Két olajfestékkel készült tanulmány szintén a National Gallery tulajdonában van.
A kép szereplői, ruházatuk alapján, inkább az alsó középosztályba és a munkások közé tartoznak. Kontrasztként egy napernyős, cilinderes pár látható a kompként üzemelő csónakban a Szajna közepén. Annak ellenére, hogy Seurat nem fogalmaz meg semmilyen egyértelmű politikai állásfoglalást, a kép témája, vagyis a dolgozó osztály vízparti kikapcsolódása, nem illett a művészi tradíciókba. Az impresszionisták is szívesen festettek hasonló témájú képeket, de azokon polgárokat lehetett látni kikapcsolódás közben, például Pierre-Auguste Renoir vagy Claude Monet képein. A nagyméretű vászon is inkább a történeti és akadémikus festészet médiuma volt.
A parton és a vízben látható férfiak és fiúk szoborszerűen mozdulatlanok, Seurat profilból mutatja őket. Úgy tűnnek, mintha mindegyikük elmerülne a saját gondolataiban, nincs látható kapcsolat közöttük. A táj és az alakok fényes, párás napfényben fürdenek, de a kép tökéletes mozdulatlanságot sugall. A mozdulatlanságot erősíti, hogy a művész úgy ábrázolja a folyópartot, mint egy szépen gondozott parkot, illetve semmilyen aktivitást nem mutat. A vázlatok némelyikén még szerepelnek lovak, amelyeket éppen fürdetnek.
Seurat hagyományos, az akadémiai tradícióknak megfelelő képzést kapott a párizsi képzőművészeti iskolában, az École des Beaux-Arts-on, ahol klasszikus szobrok alapján tanult rajzolni. Ez az előképzettség a képen is feltűnik: a kezeit szájához emelő fiú mozdulata a kagylóba fújó Tritoné. A művész tanulmányozta a Louvre festményeit is iskolaévei alatt, és a kép formáiban, halvány, szinte alabástrom színeiben a reneszánsz festőt, Piero della Francescát, és különösen annak arezzói freskóit idézi. A festmény előképei között kortárs alkotás is van, Pierre Puvis de Chavannes Doux pays című műve.
A Fürdőzők Asnières-nél még nem a Georges Seurat-t később híressé tevő pointillista stílusban készült, de a technika, az átdolgozás során, helyenként már megjelent a festményen. A művész a folyót még a Monet-t és Renoir-t jellemző széles ecsetvonásokkal vitte fel a vászonra. Habár Seurat áttörést várt képe kiállításától az 1884-es párizsi szalonon, annak bírálói visszautasították a festményt, amely később az impresszionisták tárlatán került a nagyközönség elé.
1885-ben Seurat újabb nagyméretű vásznat festett Vasárnap délután a La Grande Jatte szigeten címmel. Ez a kép a Szajnának ugyanazt a szakaszát ábrázolja, mint a Fürdőzők Asnières-nél, csak a másik oldalról, amely a középosztály pihenőhelye volt. A két kép közötti kapcsolatot a Fürdőzők Asnières-nél jobb felső sarkában látható facsoport és a folyón átkelő polgárpár teremti meg; elképzelhető, hogy ez utóbbi éppen ezért, a kép elkészítése után került a vászonra. A Vasárnap a la Grande Jatte-szigeten két olajfestékkel készült tanulmánya a National Gallery gyűjteményében van.

## Tanulmányok a festményhez

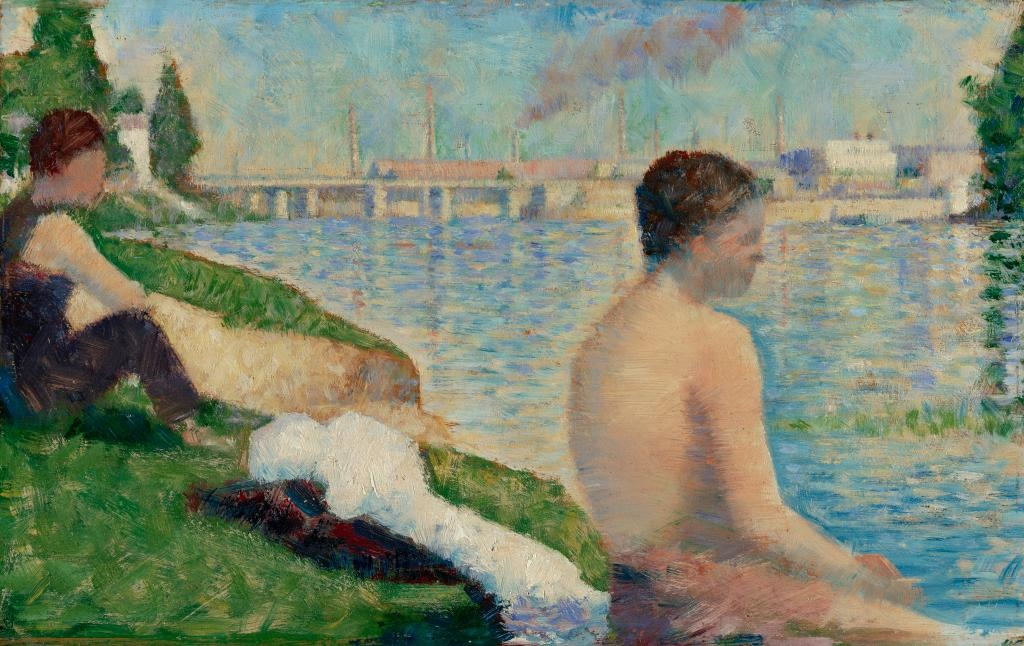
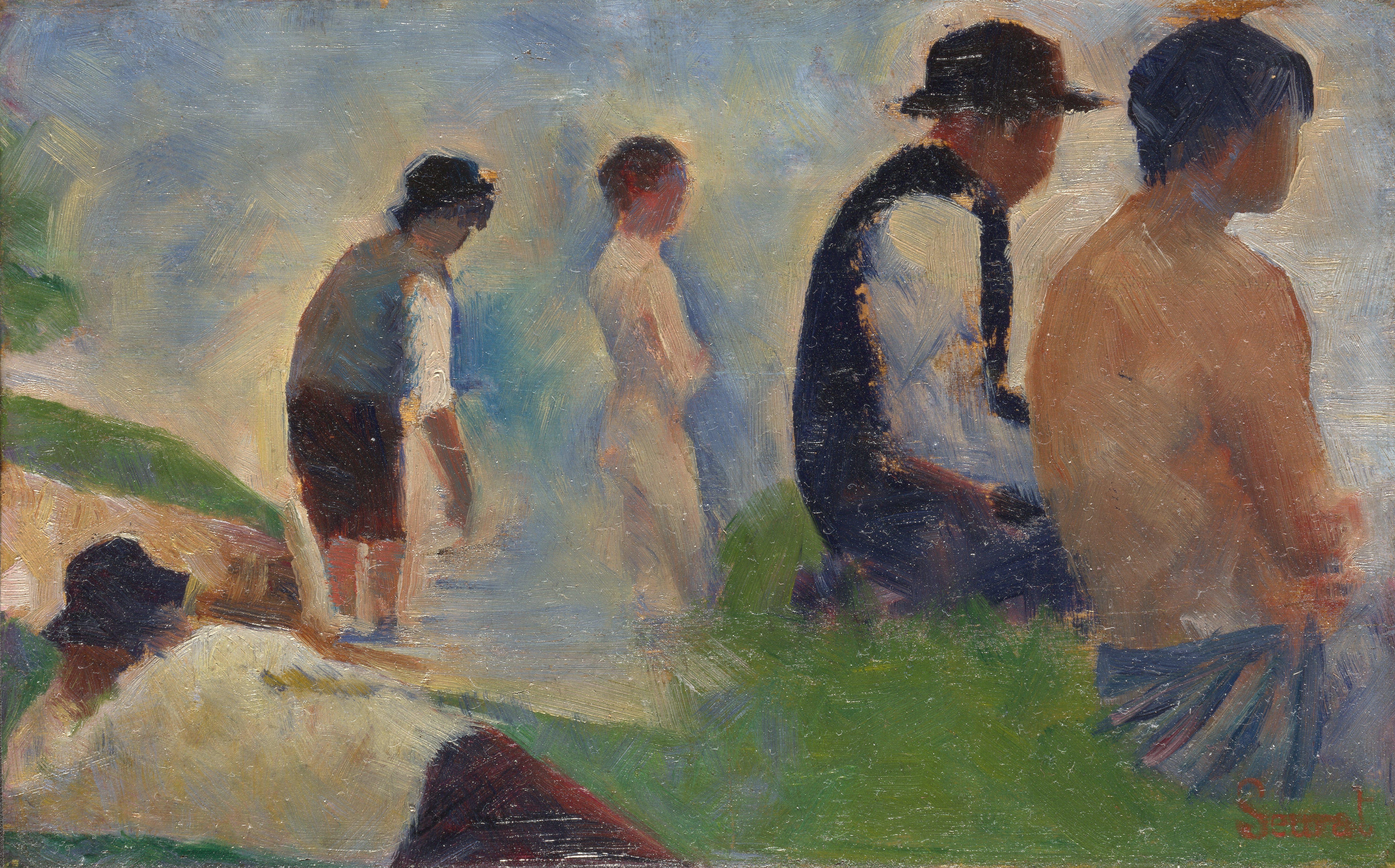
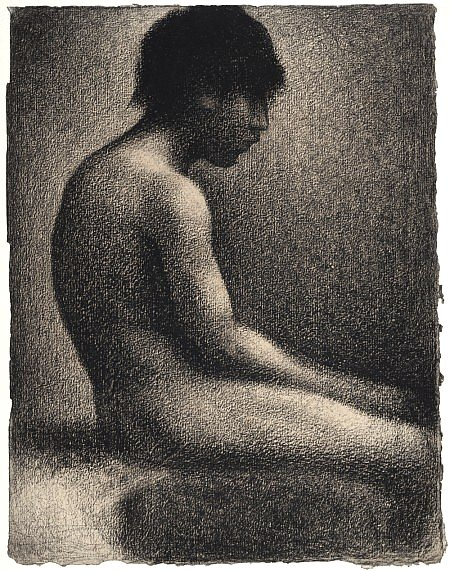
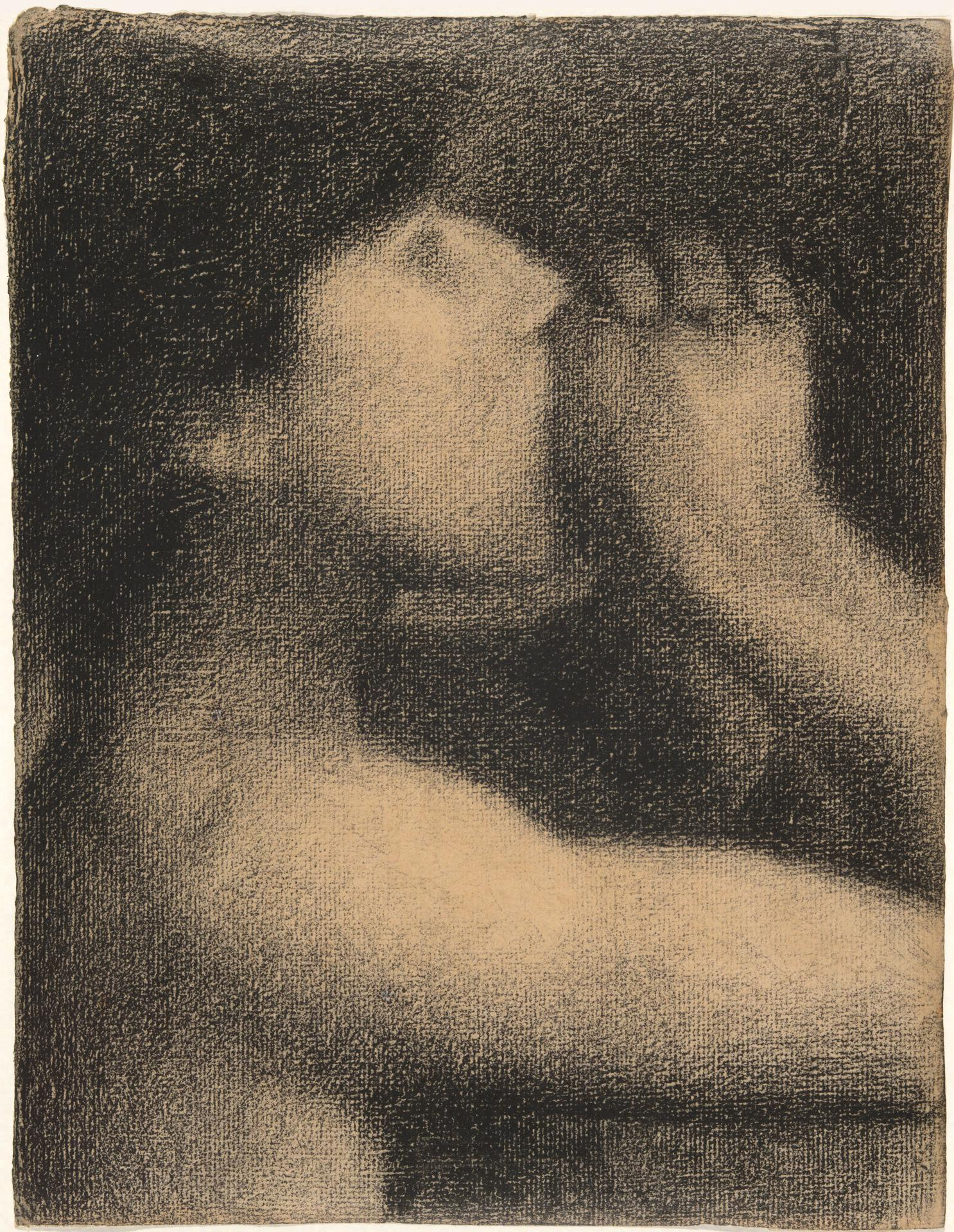
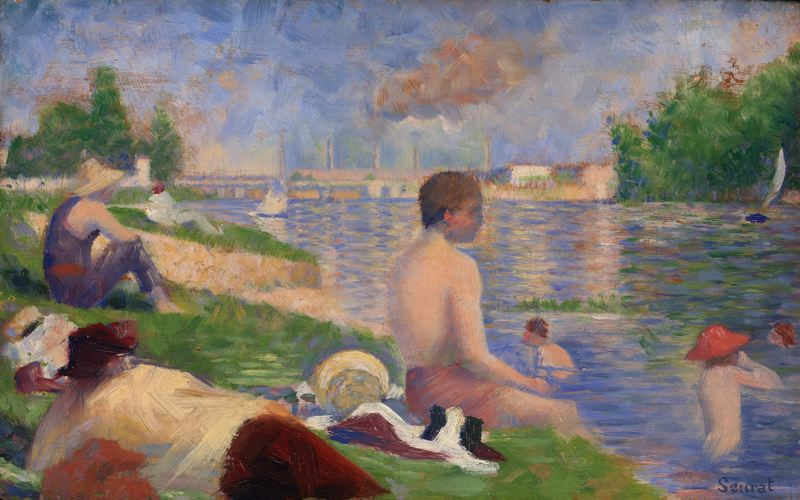
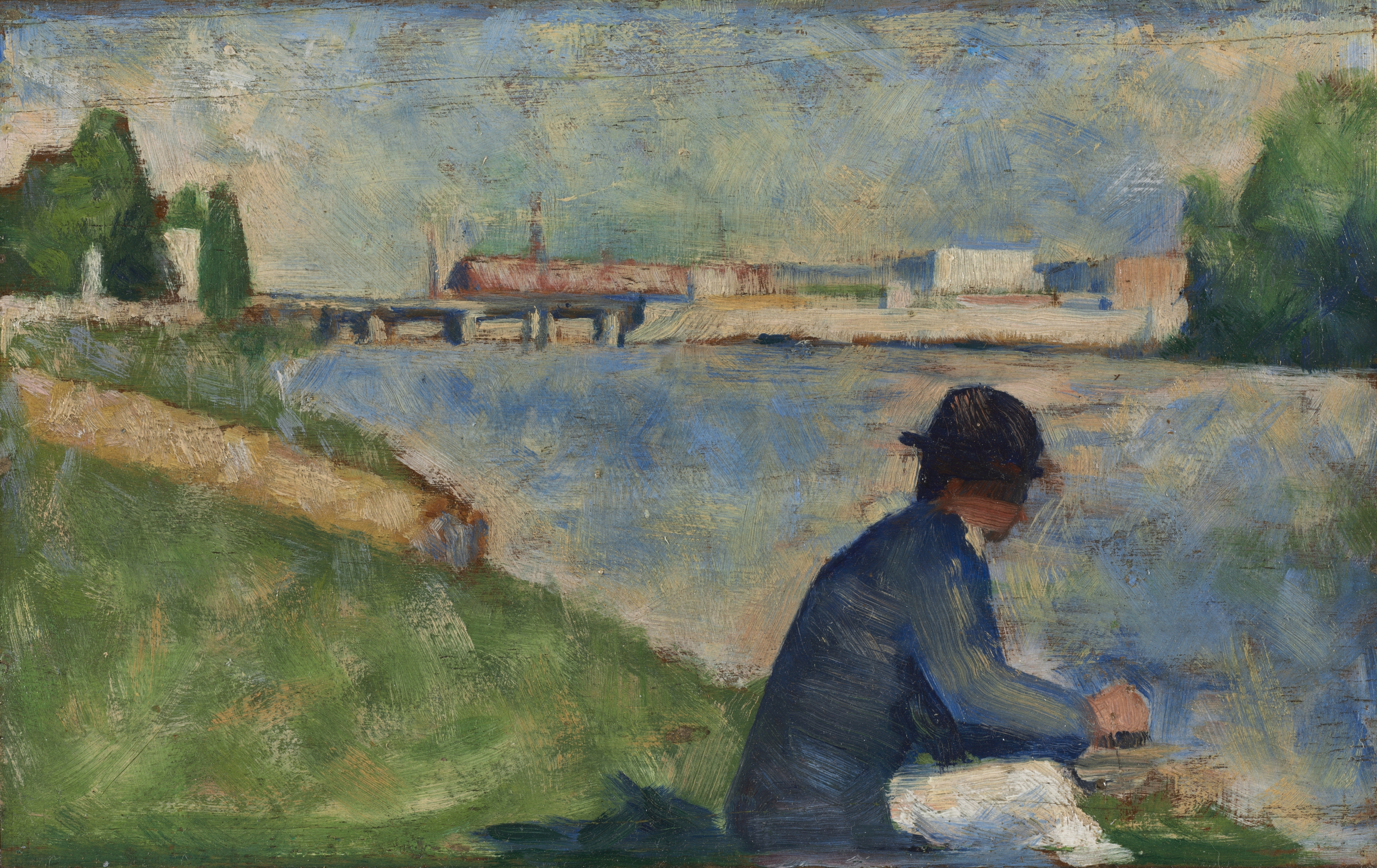